# Paratetrapedia
Paratetrapedia is een geslacht van vliesvleugelige insecten uit de familie bijen en hommels (Apidae)

## Soorten
- P. acuta (Vachal, 1909)
- P. acuticollis (Cheesman, 1929)
- P. albilabris (Friese, 1917)
- P. albipes (Friese, 1917)
- P. albitarsis (Friese, 1921)
- P. apicalis (Cresson, 1878)
- P. arcuatilis (Vachal, 1909)
- P. bicolor (Smith, 1854)
- P. buchwaldi (Cockerell, 1914)
- P. calcarata (Cresson, 1878)
- P. connexa (Vachal, 1909)
- P. duckei (Friese, 1910)
- P. fervida (Smith, 1879)
- P. flava (Smith, 1879)
- P. flavipennis (Smith, 1879)
- P. flavopicta (Cockerell, 1931)
- P. globulosa (Friese, 1899)
- P. haeckeli (Friese, 1910)
- P. iheringii (Friese, 1899)
- P. klugi (Friese, 1899)
- P. larocai (Moure, 1995)
- P. leucostoma (Cockerell, 1923)
- P. lineata (Spinola, 1851)
- P. lugubris (Cresson, 1878)
- P. moesta (Cresson, 1878)
- P. morricola (Strand, 1910)

- P. nigriceps (Friese, 1899)
- P. nigripes (Friese, 1899)
- P. nigrispinis (Vachal, 1909)
- P. ochronota (Moure, 1993)
- P. pallidipennis (Friese, 1899)
- P. punctifrons (Smith, 1879)
- P. pygmaea (Schrottky, 1902)
- P. romani (Friese, 1923)
- P. seabrai Michener & Moure, 1957
- P. swainsonae (Cockerell, 1909)
- P. testacea (Smith, 1854)
- P. tristriata (Moure, 1994)
- P. volatilis (Smith, 1879)
- P. xanthaspis (Cockerell, 1929)
- P. xanthina (Moure, 1994)